# Priorato (religión)

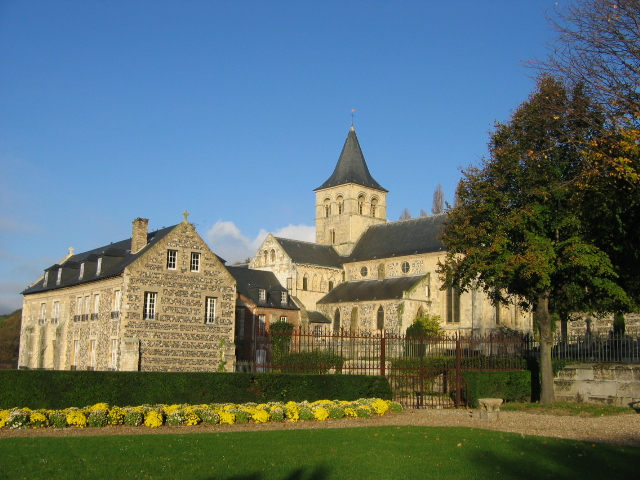
El Priorato de Graville, Francia.

Priorato hace referencia al territorio en que tiene jurisdicción el prior, si bien su significado ha ido cambiando a lo largo de la historia. En la Edad Media, para los monjes de la orden de San Benito así se llamaba al establecimiento monástico, generalmente poco importante, que dependía de una abadía. Los monjes estaban destinados allí provisionalmente por la casa principal y se encargaban de gestionar y enviar las rentas a su abadía. A su vez, los prioratos disponían de iglesias que eran construidas y mantenidas por la abadía.
No obstante, cuando un priorato alcanzaba una cierta autonomía, tanto de personal (por el número de monjes y novicios), como económico, el priorato podía ser elevado a abadía. La iglesia se hacía entonces iglesia abacial y en lugar de un prior, la comunidad de monjes nombraba un abad.
En la Edad Media, los habitantes de la comarca, de un priorato, debían pagar impuestos a estos, por instalar un hogar para la familia, los tenderos en los días de feria también debían pagar un arancel y los habitantes tenían prohibido tener un molino propio por lo que debían usar el molino del priorato y también pagar impuestos. La ley los obligaba a esto y podían ser penados desde una multa económica hasta la horca.
El número de monjes de un priorato era muy variable según la época y los lugares donde se establecieron, desde un único monje que desempeñaba las funciones de vicario o representante del prior, hasta una verdadera comunidad monástica importante que, con rango de abadía, podía a su vez disponer de otros prioratos dependientes.
De esta manera, un priorato es una agrupación de monjes o monjas, que conviven en una residencia, y que están bajo la autoridad de un prior o priora.
Los prioratos pueden ser casas de frailes mendicantes o hermanas religiosas (como los dominicos, agustinos y carmelitas, por ejemplo), o monasterios de monjes o monjas (como los cartujos o los jerónimos).
Los benedictinos y las órdenes y congregaciones que siguen su regla (cistercienses y trapenses entre ellos), los premonstratenses y las órdenes militares hacen la distinción entre prioratos de convento y simples o de obediencia.
Los prioratos de convento son aquellas casas autónomas donde no existen abades, tanto porque el número de 12 monjes canónicamente requerido no ha sido alcanzado como por alguna otra razón. En el presente, las órdenes benedictinas tienen 27 prioratos de convento. Los prioratos simples o de obediencia están bajo la dependencia de abades. Su superior que depende en todo del abad, se llama simplemente prior de obediencia.

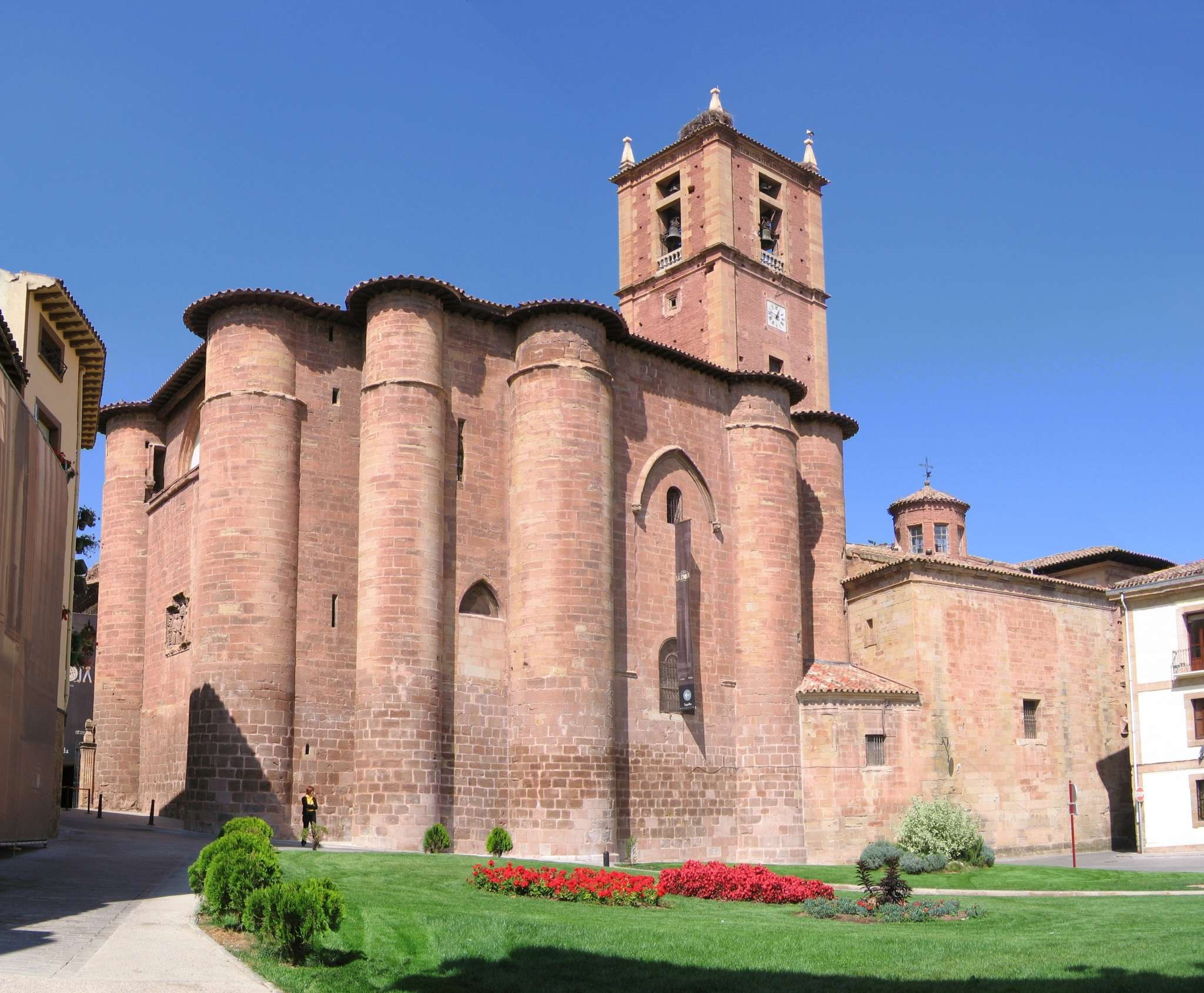
Priorato de Santa María de Nájera.

## Otros significados eclesiásticos
- Durante la Edad Media, en Inglaterra, todos los monasterios anexados a las catedrales eran conocidos como prioratos de catedral.
- Un priorato es también una circunscripción administrativa, particularmente en la organización de las órdenes hospitalarias.
- Originalmente, los prioratos eran instituciones católicas. Pero existe un caso especial de priorato ecuménico de la Comunidad de Taizé.

## Algunos prioratos en España
Durante el siglo XI, los principales prioratos cluniacenses eran los de San Zoilo en Carrión de los Condes y Santa María en Nájera.